# Sabiá-poca
O sabiá-poca (Turdus amaurochalinus) é uma espécie de ave passeriforme da família Turdidae que vive na América do Sul.
Seu comportamento é parecido com o do sabiá-laranjeira, mas é menos terrícola e vibra a cauda de uma forma característica (pouco notável no outro).

## Descrição
Mede 24,5 cm de comprimento. O bico é amarelo nos machos, e preto nas fêmeas e jovens. A cabeça e o dorso são pardo-oliváceos, a garganta é clara com faixas escuras, o peito acinzentado e o ventre esbranquiçado.

## Distribuição geográfica e habitat
Possui ampla distribuição em florestas e pradarias da América do Sul, em Argentina, Bolívia, Brasil, Chile, Paraguai, Peru e Uruguai.  É comum em florestas, pradarias arborizadas e colinas abertas, bem como em habitats humanos como jardins e parques urbanos.

## Reprodução
O ninho, com forma de taça fica bastante alto, apoiado nos galhos. É construído com galhos finos e raízes, com algo de barro, revestido por dentro com fibras vegetais. Nele a fêmea põe três ovos verde-azulados com manchas cinzentas.

## Alimentação
É onívoro; alimenta-se principalmente de frutos e invertebrados. Busca frutos carnosos, que constituem a base de sua dieta, tanto os pequenos, que pode engolir inteiros (até o tamanho de uma azeitona), quanto os maiores, que costumam bicar para abri-los e consumir sua polpa. É normal que seja um bom dispersor de sementes das plantas que consome.